# Bleiswijk
Bleiswijk (anhörenⓘ) ist ein Dorf und eine ehemalige Gemeinde in den Niederlanden, Provinz Südholland. Am 1. Januar 2007 wurde Bleiswijk mit den Gemeinden Bergschenhoek und Berkel en Rodenrijs zur neuen Gemeinde Lansingerland zusammengeschlossen.

## Lage und Wirtschaft
Bleiswijk liegt 5 km östlich von Zoetermeer und 12 km westlich von Gouda an der Autobahn A12 (Utrecht – Den Haag). Auch Rotterdam ist nicht weit; von Bleiswijk aus führt eine schmale, 12 km lange Straße nach Süden zu dieser Stadt.
In Bleiswijk befinden sich zwei sehr große Versteigerungsunternehmen; The Greenery für Gemüse, und FloraHolland für Blumen, Bäume (u. a. aus Boskoop) und Gartenpflanzen.
Der kalkhaltige Boden Bleiswijks ist fruchtbar. Darum hat das Dorf selbst auch mehrere Gärtnereien mit großen Gewächshäusern.

## Geschichte
Bleiswijk besteht vermutlich seit dem 12. Jahrhundert. Eine Beschreibung aus dem Jahr 1672 meldet über Bleiswijk, dass es eine eigene Gerichtsbarkeit einschließlich Blutgerichtsbarkeit hatte. Das bedeutet, dass Bleiswijk damals ein ansehnliches Dorf war. Wie in anderen Orte in der Region Schieland wurde aus den Mooren Torf gewonnen, wodurch allmählich ein See entstand. Dieser wurde 1771–72 trockengelegt. Davon zeugen noch eine Mühle und eine Schleuse. Seit 1911 wird der Wasserstand im Polder durch elektrische Pumpen reguliert.

## Sehenswürdigkeiten
- Die alte Dorfkirche aus dem 17. Jahrhundert;
- Das stark besuchte Naherholungsgebiet Rottemeren an der Rotte mit Wassersportmöglichkeiten und kleinem Badestrand. Es dient den Einwohnern von Rotterdam und Umgebung als Ersatz zum, durch die vielen Staus oft unerreichbaren, Küstenstreifen von Holland und Zeeland.

## Politik

### Sitzverteilung im Gemeinderat
| Partei       | Sitze | Sitze | Sitze | Sitze |
| Partei       | 1990  | 1994  | 1998  | 2002  |
| ------------ | ----- | ----- | ----- | ----- |
| CDA          | 6     | 5     | 5     | 6     |
| VVD          | 4     | 5     | 5     | 5     |
| PvdA         | 2     | 2     | 2     | 2     |
| ChristenUnie | —     | —     | —     | 2     |
| RPF/SGP      | 1     | 1     | 1     | —     |
| Gesamt       | 13    | 13    | 13    | 15    |

### Städtepartnerschaft
Stadt Dreieich, Deutschland

## Töchter und Söhne der Gemeinde
- Janus Hellemons (1912–1999), Radrennfahrer